# Archidium thalliferum
Archidium thalliferum là một loài rêu trong họ Archidiaceae. Loài này được I.G. Stone mô tả khoa học đầu tiên năm 1985.